# آرثر موريسون
آرثر موريسون (بالإنجليزية: Arthur Morrison)‏ (1 نوفمبر 1863 في المملكة المتحدة - 4 ديسمبر 1945، تشلفنت ست بتر في المملكة المتحدة)؛ كاتب مسرحي، صحفي وروائي بريطاني.

## روابط خارجية
- آرثر موريسون على موقع الموسوعة البريطانية (الإنجليزية)